# Silva Reinaldo Ribeiro
Silva Reinaldo Ribeiro (* 8. Juni 1981) ist ein brasilianischer Fußballspieler mit österreichischer Staatsbürgerschaft.

## Karriere
Ribeiro begann seine Karriere als Einwanderer in Österreich bei der WSG Wattens. Später wechselte er innerhalb Tirols zum SV Hall. Über den FC Rot-Weiß Rankweil ging es zur SC Austria Lustenau in die zweithöchste österreichische Spielklasse. Während seiner Zeit in Lustenau nahm er auch die österreichische Staatsbürgerschaft an. 2008 wechselte er in die höchste österreichische Spielklasse zum SCR Altach, wo er sein Debüt in der Bundesliga am 9. Juli 2008 gegen die SV Ried gab. Er wurde in der 58. Minute für Dursun Karatay eingewechselt, konnte aber die 0:3-Niederlage nicht verhindern. Sein erstes Bundesligator erzielte er am 9. August 2008 bei der 2:7-Niederlage gegen Rapid Wien. Ribeiro erzielte den zwischenzeitlichen 2:2-Ausgleich. Im Januar 2009 wechselte er eine Stufe tiefer zum 1. FC Vöcklabruck, wo er nach sechs Spielen, Abstieg und darauffolgenden Konkurs den Verein wieder verließ. Für die Saison 2009/10 spielte er erst beim SC Bregenz in der Regionalliga West, anschließend beim FC Langenegg, und wechselte im Sommer 2010 zum Erste Liga-Absteiger FC Dornbirn. Seit 2012 spielt Ribeiro beim FC Andelsbuch.